# Scăeni
Scăeni falu Romániában, Havasalfölfön, Buzău megyében

## Fekvése
Bozioru közelében fekvő település.

## Története
Scăeni nevét 1524-ben már említették az oklevelek. A falut a térség egyik legrégibb településének tartják, melyet neve alapján valószínűleg székelyek alapítottak, ugyanis a Scăeni név magyarul székely jelent, mely a  román Secuieni, Săcuieni, Csăuiani, Scăeani szó egyik változata. 
Egy 1838-as összeírás adatai szerint ugyancsak nagy számban voltak a faluban Ungureanu (Magyari) személynevűek. 